# کارپی (مودنا)
شهر  کارپی (به ایتالیایی: Carpi) با جمعیت ۶۵٬۸۳۷ نفر  در ناحیه امیلیا-رومانیا در کشور ایتالیا واقع شده‌است.